# Abwesenheitspflegschaft
Die Abwesenheitspflegschaft ist eine Form der juristischen Pflegschaft nach deutschem Recht, die dann zur Anwendung kommt, wenn vermögensrechtliche Angelegenheiten eines abwesenden Volljährigen der Fürsorge bedürfen (§ 1884 Abs. 1 Bürgerliches Gesetzbuch). Anwendungsfälle sind sowohl unbekannter Aufenthalt als auch Verhinderung an der Rückkehr zur Besorgung seiner Angelegenheiten.  In einem solchen Fall wird gemäß § 1884 BGB durch das Betreuungsgericht ein Abwesenheitspfleger bestellt, der die Interessen der abwesenden Person wahrnimmt. Ein bekanntes Beispiel waren die deutschen Touristen, die infolge der Tsunami-Katastrophe am 26. Dezember 2004 verschollen waren.
Die gerichtliche Anordnung einer Abwesenheitspflegschaft bleibt auch dann wirksam, wenn sich herausstellt, dass der Abwesende zum Zeitpunkt der Anordnung schon verstorben war.
Durch die gesetzliche Begrenzung des Wirkungskreises des Abwesenheitspflegers auf die Besorgung von Vermögensangelegenheiten ist es ihm untersagt, höchstpersönliche Rechtshandlungen, z. B. eine Vaterschaftsanfechtung, für den abwesenden Pflegling vorzunehmen.
Weitere Fälle einer notwendigen Anordnung einer Abwesenheitspflegschaft sind für Zwecke der erbrechtlichen Auseinandersetzung sowie in § 292 Abs. 2 Strafprozessordnung (Abwesenheitspflegschaft über das beschlagnahmte Vermögen eines Angeschuldigten) geregelt.
Die Abwesenheitspflegschaft wird aufgehoben, wenn die Verhinderung beendet ist oder der Tod des Abwesenden feststeht (§ 1886 Absatz 2 BGB). Kraft Gesetzes endet die Abwesenheits-Pflegschaft im Falle der Todeserklärung (§ 1887 Absatz 1 BGB) und mit Erledigung der Angelegenheit, wenn die Pflegschaft nur zur Besorgung einer einzelnen Angelegenheit eingerichtet worden war (§ 1887 Absatz 2 BGB).
Im Verwaltungsverfahren kann bei Abwesenheit eines Beteiligten ein besonderer Vertreter im Verwaltungsverfahren bestellt werden.